# Frankenthaler Skriptorium

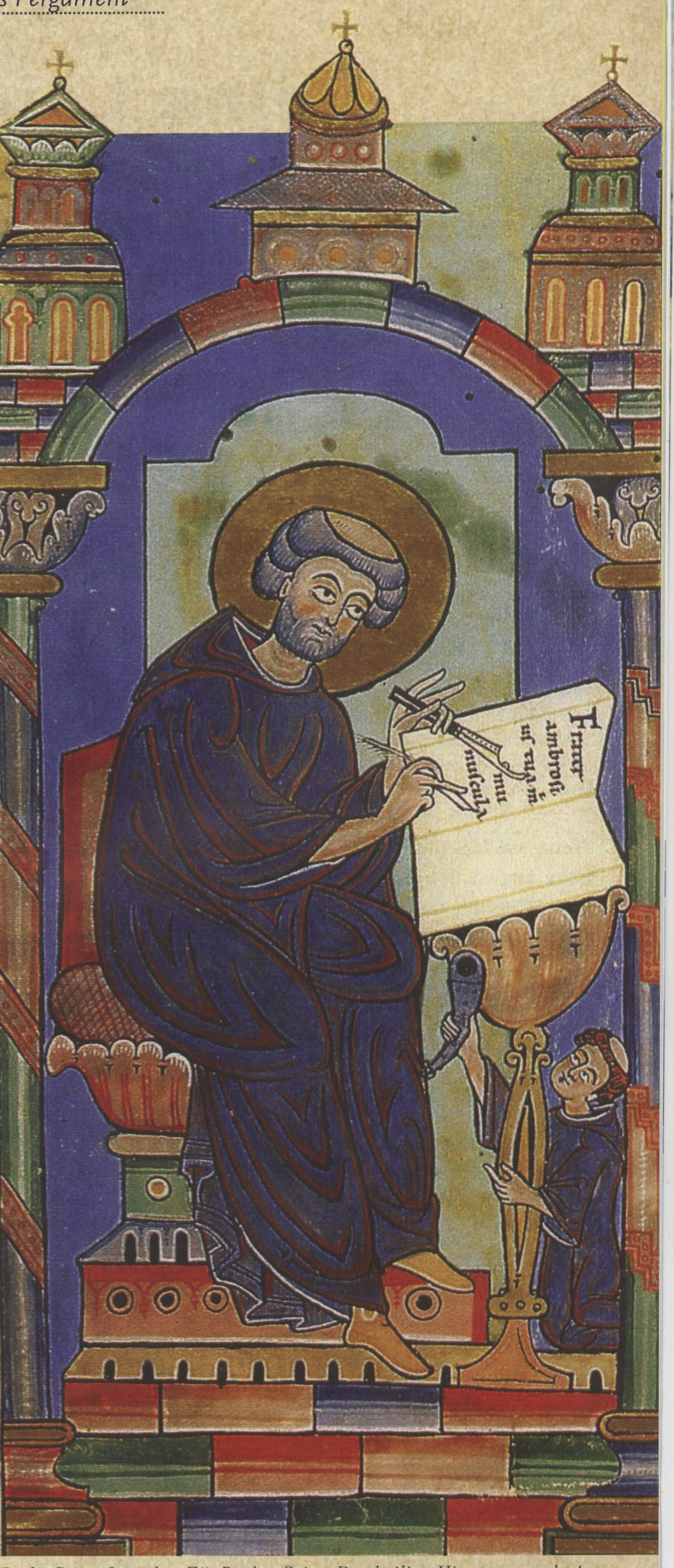
Hl. Hieronymus aus der Frankenthaler Bibel

Das Frankenthaler Skriptorium, auch Frankenthaler Schreibschule, war eine klösterliche Schreibstube des Mittelalters in Frankenthal (heute Rheinland-Pfalz). Sie hatte ihren Sitz im Augustiner-Chorherrenstift, der heutigen Erkenbert-Ruine.
Erhalten sind 26 Handschriften aus dem 12. Jahrhundert sowie 15 Bände mit jeweils mehreren Handschriften aus dem 15. und 16. Jahrhundert. Bekanntestes Werk ist die heute in der British Library (London) unter der Signatur Harley MS 2803 und 2804 verwahrte zweibändige Frankenthaler Bibel.

## Augustiner-Abtei
Das Kloster hatte der Ministeriale Erkenbert aus der damaligen Bischofsstadt Worms 1119 auf seinem Landsitz gegründet. Dieser lag im nahen Frankenthal, das als Ortschaft und später auch als Stadt zum Besitz der Kurpfalz gehörte. Die Reste des Klosters und seiner Stiftskirche werden heute Erkenbert-Ruine genannt.

## Skriptorium

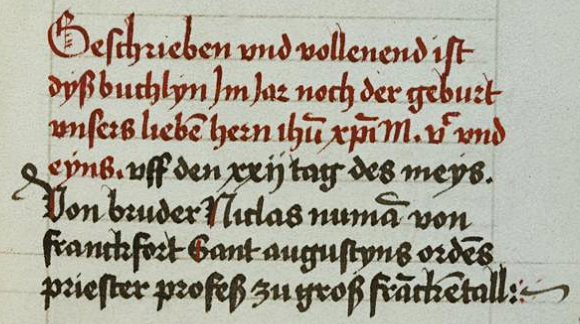
Schreibervermerk Nicolaus Numann (1501), Tagzeiten vom Leiden Christi und Tagzeiten Mariä, Heidelberg, Universitätsbibliothek, Cod. Pal. germ. 440, fol. 236r

Wie vor der Erfindung des Buchdrucks mit beweglichen Lettern allgemein üblich, wurden auch im Frankenthaler Skriptorium die zu religiösen Zwecken benötigten Bücher handschriftlich hergestellt. Die Arbeit teilten sich spezialisierte Textschreiber und Illuminatoren. Nicht sicher ist, ob das Skriptorium schon zum Zeitpunkt der Klostergründung oder erst einige Jahre später eingerichtet wurde. Die bekannteste Handschrift, die dort geschaffen wurde, die Frankenthaler Bibel, wurde laut Datierung im Jahre 1148 begonnen. Aus diesem Grund kann das Skriptorium zumindest nicht sehr viel jünger sein als das Kloster selbst. 
Vier der erhaltenen Handschriften sind aufwendig illustriert. Bemerkenswert ist die Illuminierung durch Federzeichnungen insbesondere des sogenannten Schreibers A, der zwischen 1148 und 1178 tätig war. Er hat auch Schreibarbeiten an der Frankenthaler Bibel verrichtet. Aus der Zeit bis 1200 lassen sich etwa 64 unterschiedliche Schreiber identifizieren. 
Danach nahm die Bedeutung des Skriptoriums ab. Aus dem 13. und 14. Jahrhundert sind keine Handschriften erhalten. Die Produktion setzte erst im 15. Jahrhundert wieder ein. Aus dieser zweiten Ära sind 15 Bände überkommen, die jeweils mehrere Einzelhandschriften enthalten. Einer der Schreiber dieser Zeit war Nicolaus Numann, der auch einige der älteren Werke nachträglich ausgeschmückt hat. Er hat zudem Initialen von drei Inkunabelsammlungen gefertigt. 
Das Skriptorium bestand längstens bis 1562, als Kurfürst Friedrich III., nachdem sich in der Kurpfalz die Reformation durchgesetzt hatte, das bis dahin katholische Chorherrenstift auflöste. 

## Verbleib
Mit der Auflösung des Skriptoriums kamen die Frankenthaler Handschriften in die Bibliotheca Palatina in Heidelberg und gelangten von dort in die Bibliothek des Vatikans. Dort befinden sich noch heute 30 Manuskripte. Neun Exemplare werden in der Staatsbibliothek Berlin verwahrt, die weiteren in verschiedenen europäischen Bibliotheken.